# Łazy
Łazy é um município da Polônia, na voivodia da Silésia e no condado de Zawiercie. Estende-se por uma área de 8,60 km², com 6 965 habitantes, segundo os censos de 2016, com uma densidade de 809,9 hab/km².